# Mawgan-in-Meneage
Mawgan-in-Meneage – wieś w Anglii, w Kornwalii. Leży 25 km na wschód od miasta Penzance i 391 km na południowy zachód od Londynu.